# Avenida Juan B. Justo (Buenos Aires)
La avenida Juan B. Justo es una de las arterias principales de la ciudad de Buenos Aires, Argentina. Comienza en la Avenida Santa Fe y finaliza en la Avenida General Paz.

## Características
Es una de las avenidas más largas de la ciudad (la tercera, detrás de la General Paz y la Rivadavia); atraviesa diez barrios. Por debajo de la avenida corre el entubado arroyo Maldonado, que ocasionó en el pasado varias inundaciones que fueron solucionadas con la construcción de conductos aliviadores en el año 2011.  El 31 de mayo de ese año, también comenzó a funcionar aquí el primer corredor del sistema de autobús de tránsito rápido de la ciudad, el Metrobús, que ocupa los dos carriles centrales de los seis que posee. Para el tráfico general hay dos carriles a cada lado de los del metrobús. Forma parte de la red de Tránsito Pesado de la ciudad.

## Nombre
El nombre recuerda al político socialista argentino Juan Bautista Justo, por este motivo -se dice- las baldosas de las veredas o calzadas son de color rojizo.

## Recorrido
La avenida empieza en la Avenida Santa Fe en la zona de Puente Pacífico en el barrio de Palermo como continuación de la Av. Intendente Bullrich (Altura 600). Durante el trayecto por este barrio, corre paralelamente a las vías del Ferrocarril General San Martín.

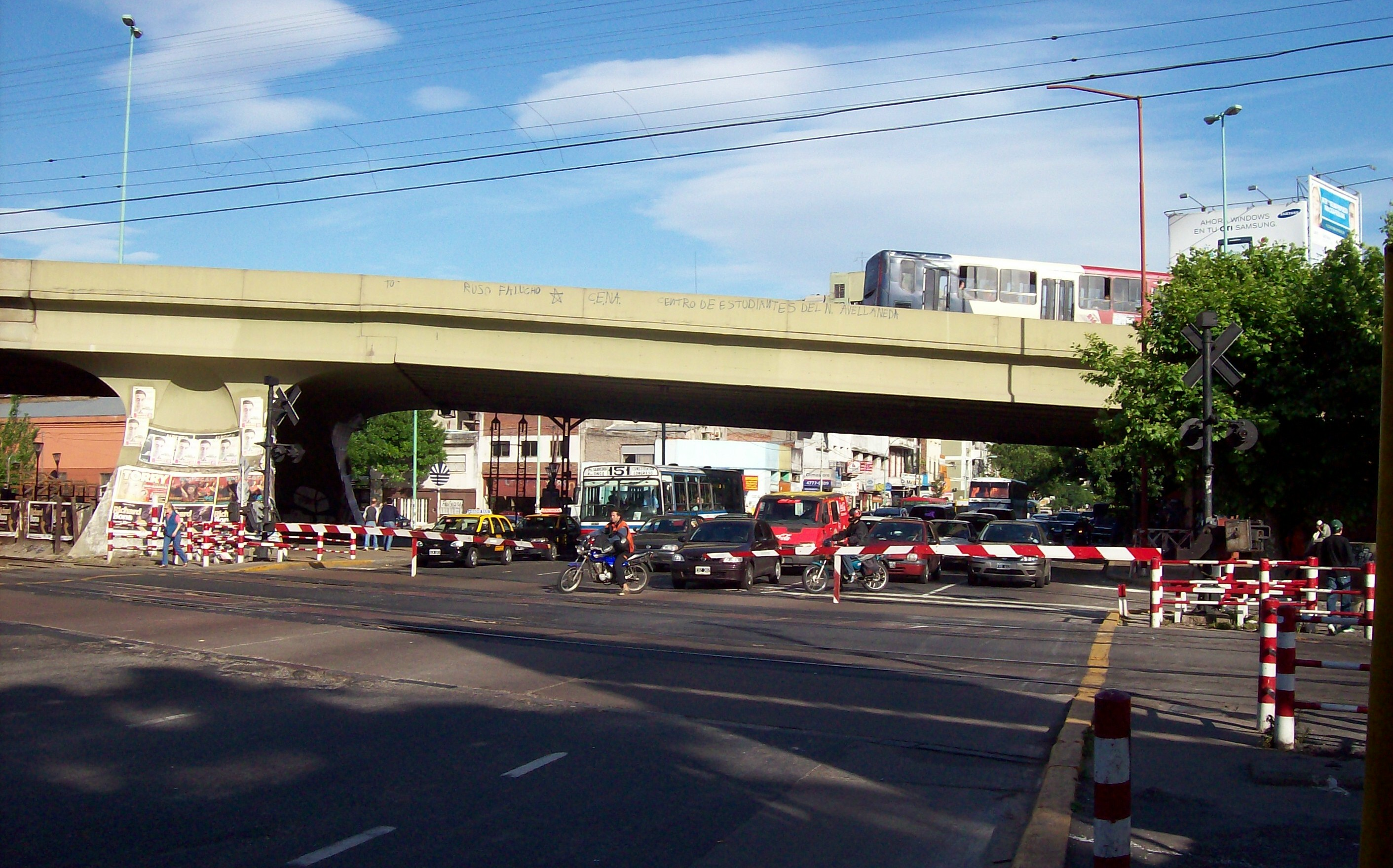
Antiguo cruce sobre nivel de la Avenida Juan B. Justo con la Avenida Córdoba mediante el Puente de la Reconquista, hoy demolido.

Hasta octubre de 2018 ingresaba al barrio de Villa Crespo luego de cruzar las vías del Ferrocarril San Martín y la Avenida Córdoba a través del Puente de la Reconquista (al 1700), el cual fue removido completamente. En la actualidad esta avenida se mantiene siempre a nivel, cruzando la traza ferroviaria por debajo del nuevo viaducto y organizándose el tráfico tanto en el cruce de Niceto Vega como el de Avenida Córdoba mediante semáforos.
Aquí cruza la Avenida Corrientes (al 2500), en la cual transcurre la Línea B de subterráneos. Juan B. Justo tiene acceso a la estación Dorrego a menos de 500 m. Al 3200 cruza la Avenida Warnes y 100 metros más adelante, la Av. Honorio Pueyrredón. La zona es conocida por su variedad en casas de repuestos para automóviles.
Al cruzar la Avenida San Martín, al 4100, sirve de límite entre Villa General Mitre y una pequeña franja del norte de Caballito. 200 metros más adelante se emplaza el Instituto Oftalmológico Pedro Lagleyze. En esta zona, la avenida empezara un recorrido zigzagueante al irse cruzando y uniendo con calles paralelas (Beláustegui, Remedios de Escalada, Tres Arroyos, Galicia)
Al 5700 cruza la concurrida Avenida Nazca dentro del barrio de Villa Santa Rita. Continúa por Floresta y Vélez Sársfield donde empalma su recorrido con la Avenida Gaona en la Avenida Carrasco, pocos metros después del cruce con la Avenida Segurola. Allí se encuentra la Plaza de la Bandera.

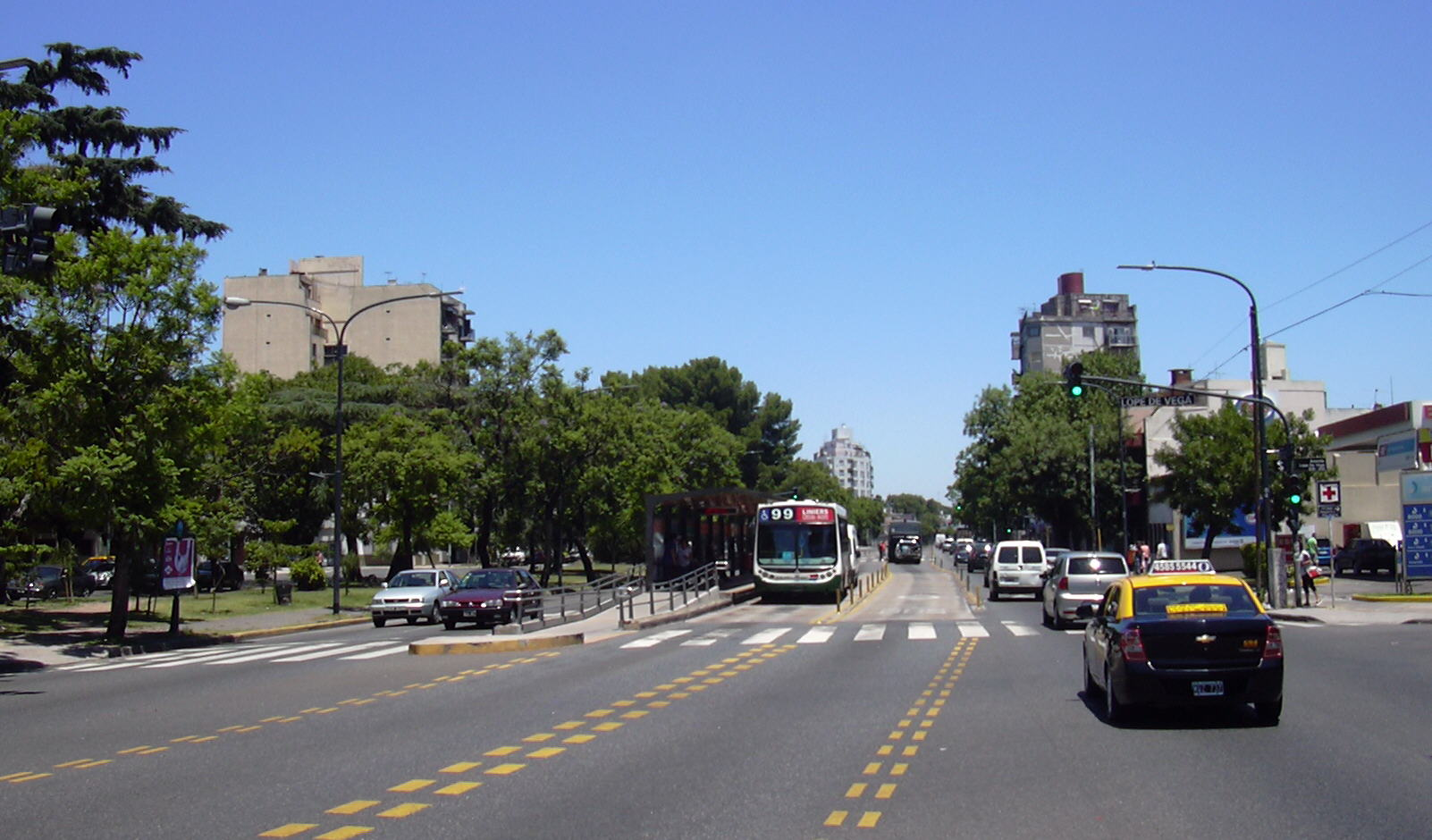
Vista desde el este de la Av. Juan B. Justo en su cruce con la Av. Lope de Vega (Villa Luro).

Luego de transcurrir por Villa Luro, la avenida sirve de límite entre Versalles y Liniers. Pasa por las puertas del Barrio Kennedy, y por las instalaciones del Club Atlético Vélez Sársfield, (el complejo polideportivo José Feijoo y el Estadio José Amalfitani). Al 9100 se cruza con la Av Álvarez Jonte formando una rotonda. Esta zona es de gran congestionamiento automotor y de colectivos a causa de su cercanía con la Estación Liniers.
Pasa por debajo de la Avenida General Paz, en un complicado intercambiador con la Autopista Perito Moreno/Acceso Oeste. Continúa en la Provincia de Buenos Aires con el nombre de Avenida Monseñor Antonio Bentivenga.

## Historia
Las razones para entubar el arroyo Maldonado, y construir sobre él la avenida, fueron sus desbordes permanentes por las lluvias —era el desagüe natural de una enorme superficie de terreno— que convertían a la zona en un pantano de agua sucia. Aunque algunos[¿quién?] creen que ayudó el ambiente prostibulario y el incipiente proceso de industrialización de los `30 para la toma de la decisión. La colosal obra empezó en 1929, durante el gobierno de Yrigoyen, y continuó en los gobiernos de los generales Uriburu y Agustín P. Justo. El último tramo, desde Segurola a General Paz, se terminó en la década del 40. Esta avenida se construyó en tres etapas: la primera entre las avenidas Santa Fe y Nazca se inauguró el 9 de julio de 1937. Luego de la apertura del segundo tramo, hasta Segurola, se construyó el tramo hasta la Avenida General Paz entre 1950 y 1953.

## Barrios
- Comuna 14: Palermo (600-1900)
- Comuna 15: Villa Crespo (1900-4000)
- Comunas 6: Caballito (4000-4400)
- Comuna 11: Villa General Mitre (4000-5500), Villa Santa Rita (5500-6500)
- Comuna 10: Floresta (6500-7100), Vélez Sarsfield (7100-7900), Villa Luro (7900-8600), Versalles (8500-9900)
- Comuna 9: Liniers (8600-9900)

## Cruces importantes y paradas del Metrobús
A continuación, se muestra un mapa esquemático que resume las intersecciones principales y lista las estaciones de tren, subte y Metrobús junto a la avenida.
|  | RM |

| RMq | RMKRZ | RMq |

| STRq | RMKRZ | STRq |

| STRq | RMTEEeq |  |

|  | RM |

| CONTgq | RMKRZ | STRq |

| STRq | RMKRZ | CONTfq |

| BAHN | RMu + RGq |  |

| RMCONTgq | RMKRZ | RMq |

| CONTgq | RMKRZ | STRq |

| RMq | RMKRZ | RMCONTfq |

| CONTgq | RMKRZ | STRq |

| STRq | RMKRZ | STRq |

| STRq | RMKRZ | STRq |

|  | RM |

| RMq | RMKRZ | RMq |

| HOSPITAL | RM |  |

| CONTgq | RMKRZ | STRq |

| lNAT | RM |  |

| CONTgq | RMKRZ | STRq |

| CONTgq | RMKRZ | STRq |

| RMq | RMKRZ | RMq |

|  | RM |

| CONTgq | RMKRZ | STRq |

| STRq | RMKRZ | CONTfq |

| STRq | RMKRZ | CONTfq |

| STRq | RMKRZ | CONTfq |

|  | RMTEEaq | STRr |

|  | RM | lNAT |

| STRq | RMKRZ | STRq |

|  | RMTEEaq | CONTfq |

| STRq | RMKRZ | STRq |

|  | RMTEEaq | STRq |

| STRq | RMKRZ | CONTfq |

| lNAT | RM |  |

| CONTgq | RMKRZ | STRq |

| lNAT | RM |  |

|  | RMTEEaq | CONTfq |

| CONTgq | RMTEEeq | lNAT |

|  | RM | lHUT |

|  | RM | STADIUM |

| STRq | MWNODE | STRq |

|  | RM |

| RAq | RMu + RAq | RAq |